# Sylvia Hanika
Sylvia Hanika (Munique, 30 de novembro de 1959) é uma ex-tenista profissional alemã.

## Major finais

### Grand Slam final

#### Simples: 1 (1 vice)
| Resultado | Ano  | Campeonato       | Piso   | Oponente        | Placar   |
| --------- | ---- | ---------------- | ------ | --------------- | -------- |
| Vice      | 1981 | Aberto da França | Saibro | Hana Mandlíková | 6–2, 6–4 |

### WTA finals

#### Simples: 1 (1 título)
| Resultado | Ano  | Campeonato    | Piso        | Oponente            | Placar        |
| --------- | ---- | ------------- | ----------- | ------------------- | ------------- |
| Campeã    | 1982 | New York City | Carpete (I) | Martina Navratilova | 1–6, 6–3, 6–4 |